# Gedrehtfrüchtiges Glockenhutmoos
Das Gedrehtfrüchtige Glockenhutmoos (Encalypta streptocarpa), auch Gedrehtfrüchtiger Glockenhut genannt, ist eine Laubmoos-Art in der Familie Encalyptaceae. Ein Synonym dieser Art ist Encalypta contorta Hoppe ex Lindb.

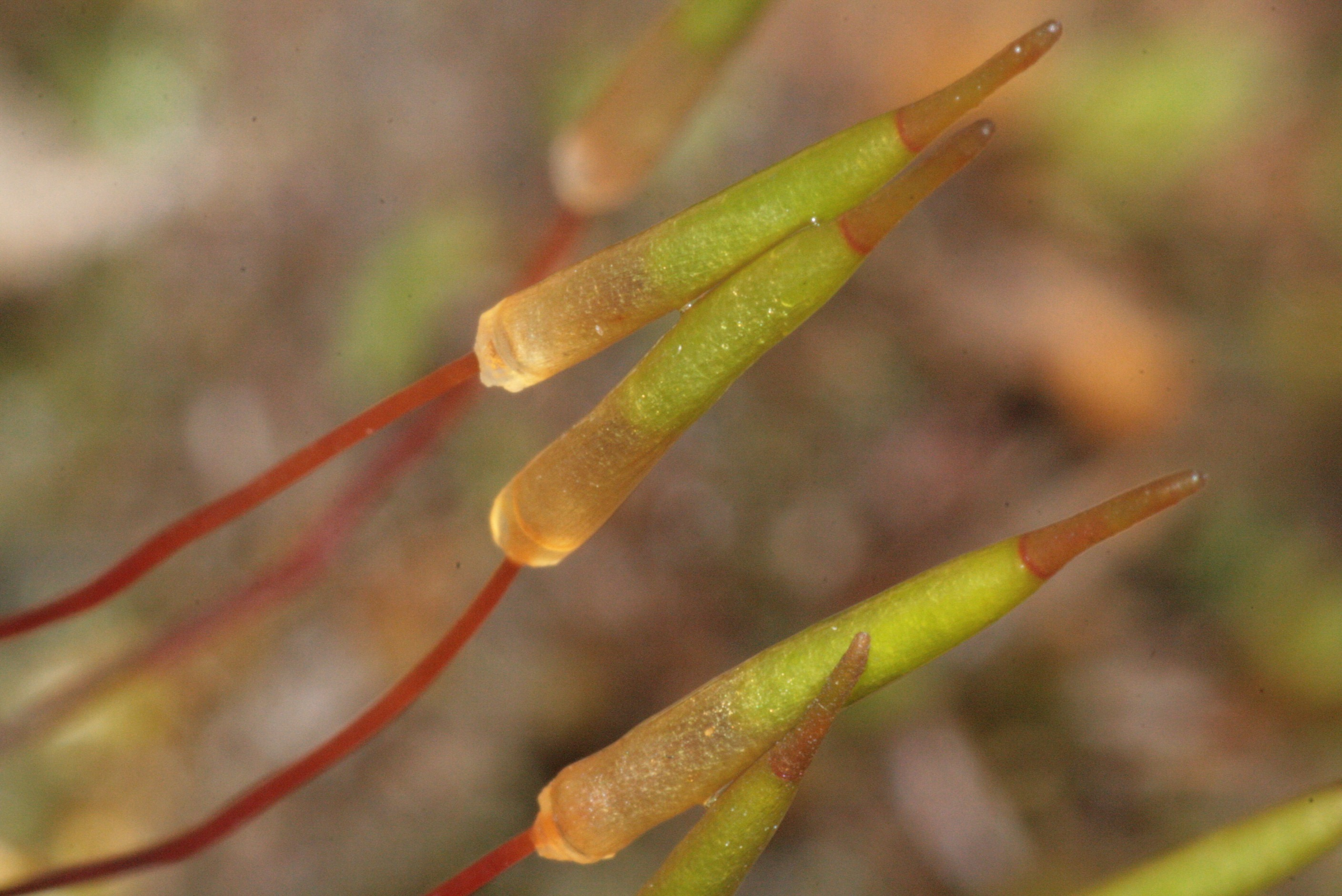
Sporophyten

## Beschreibung
Das Moos wächst in polsterförmigen, gelblichgrünen bis bräunlichgrünen Rasen. Die kräftigen, bis 4 Zentimeter großen Pflanzen sind am Grund mit braunem Wurzelfilz besetzt, in den Achseln der oberen Blätter befinden sich meist zahlreiche fadenförmige und verzweigte Brutkörper. Die im feuchten Zustand aufrecht-abstehenden, zungenförmigen bis spatelförmigen und etwas welligen Blätter sind an der Spitze kapuzenförmig oder stumpf abgerundet. Trocken sind die Blätter stark eingekrümmt und verdreht. Die kräftige Blattrippe endet in der Blattspitze oder kurz davor. Blattzellen sind im oberen Blattteil beidseitig dicht papillös, rundlich und 12 bis 15 µm groß, an der Blattbasis hyalin, glatt, verlängert rechteckig, an den unteren Blatträndern sind sie linealisch.
Sporophyten werden im Gebirge häufiger ausgebildet, ansonsten nur selten. Die Sporenkapsel wird von der 1 bis 2 Zentimeter langen, roten Seta getragen und ist von der etwa 1 Zentimeter langen, schmal zylindrisch-glockenförmigen Kalyptra völlig eingehüllt. Die Kalyptra reicht noch weit über die Ansatzstelle der Sporenkapsel herab und ist an der Basis unregelmäßig gelappt. Die Sporenkapsel ist deutlich rechtsdrehend spiralig gestreift bis gefurcht. Das Peristom ist doppelt und 16-zähnig. Sporen sind grünlich, fast glatt, mehr oder weniger rundlich und 9 bis 16 µm groß.

## Verbreitung und Standorte
Das Gedrehtfrüchtige Glockenhutmoos ist durch ganz Europa und Nordafrika verbreitet. In den Kalkgebirgen ist es häufig, sonst seltener. Es wächst vorwiegend an schattigen, aber auch lichtreichen, jedoch frischen bis feuchten Standorten auf kalkhaltigem oder basenreichem Untergrund in Bergwäldern: auf Gestein, Erde, an Wegböschungen und Mauern. Häufige Begleitmoose sind Ctenidium molluscum, Fissidens dubius, Plagiomnium rostratum und Bryoerythrophyllum recurvirostre.